# Now, Diabolical
Now, Diabolical – szósty album studyjny norweskiej grupy black metalowej Satyricon, wydany w 2006 roku. Również w 2006 roku płyta uzyskała nominację do Danish Metal Awards w kategorii International Album Of The Year.

## Realizacja nagrań
Album został zarejestrowany w studiach Puk w Danii, Steel Prod oraz Urban and Warehouse Studio pomiędzy październikiem 2005 roku a styczniem 2006 roku. Miksowanie odbyło się w Warehouse Studio w Vancouver w Kanadzie, a wykonał je Mike Frasier znany ze współpracy z grupami Metallica i AC/DC. Natomiast mastering został wykonany w Living Room w Oslo w Norwegii. Utwór "Walk The Path Of Sorrow" został zarejestrowany we wrześniu 2006 roku podczas koncertu w Gjallarhorn w Sentrum Scene w Oslo w Norwegii. 
Sigurd "Satyr" Wongraven autor wszystkich kompozycji i tekstów wyprodukował również nagrania. Sesyjnie na gitarze basowej zagrał Lars K. Nordberg. Przy płycie zrealizowanej z udziałem licznych inżynierów dźwięku pracował m.in. Eirik "Pytten" Hundvin, który współpracował z takimi zespołami jak Immortal, Mayhem, Burzum czy Old Funeral. Gościnnie w nagraniach wzięli również udział John Woz, który zaśpiewał w utworze pt. "A New Enemy" oraz lider formacji Thorns - Snorre Ruch, który zagrał w utworze "Storm (Of The Destroyer)". Kjetil-Vidar "Frost" Haraldstad o procesie nagraniowym wypowiedział się w następujący sposób:

Zaczęliśmy nagrywać w październiku 2005. W styczniu 2006 płyta już była nagrana. Dokładniej, zakończyliśmy sesję w ostatnim dniu stycznia. Czyli jak widać nie był to taki krótki proces, ale tak zazwyczaj jest w przypadku Satyricon. Nagrywaliśmy tam tylko perkusję i tym razem trwało to dość długo, gdyż trochę poeksperymentowałem. Już w czasie sesji "Volcano" zauważyłem, iż jest to bardzo dobre miejsce do rejestrowania bębnów. Nie potrzebowaliśmy Puk Studios do nagrywania gitar i wokali. Inne instrumenty były nagrywane w różnych miejscach, głównie ze względów praktycznych.

## Wydanie i promocja
Wydawnictwo ukazało się 17 kwietnia 2006 roku w Europie nakładem Roadrunner Records, z kolei w Stanach Zjednoczonych płyta została wydana przez Century Media Records 13 czerwca tego samego roku.
Płyta Now, Diabolical zadebiutowała na 2. miejscu norweskiej listy sprzedaży.
W USA w przeciągu tygodnia od premiery płyta została sprzedana w nakładzie 1 700 egzemplarzy.
Album poprzedził wydany 3 kwietnia 2006 roku singel pt. "K.I.N.G.". Kompozycja do której w Londynie został zrealizowany również teledysk dotarła do 7. miejsca norweskiej listy przebojów. Drugim singlem promujący płytę był wydany 6 września również 2006 roku "The Pentagram Burns". Teledysk do utworu został zrealizowany w Oslo w Norwegii we współpracy z reżyserem Håvardem Arnstadem. W ramach promocji szóstej płyty zespół Satyricon wystąpił latem podczas licznych festiwali, m.in. takich jak: Graspop, Hellfest, Hard Rock Laager Festival, Earthshaker Festival, Hole in the Sky czy Hamar Music Festival. Ponadto 16 czerwca muzycy wystąpili w ramach VG Lista Topp 20 w Rådhusplassen w Oslo przed licząc 100 000 widzów publicznością. Z kolei we wrześniu grupa odbyła Tour Diabolical w Europie. Koncerty Satyricon poprzedzały zespoły Keep of Kalessin i Insomnium.

## Recenzje
Wydawnictwo spotkało się z niejednoznacznym przyjęciem ze strony krytyków muzycznych. Eduardo Rivadavia na łamach serwisu AllMusic, który przyznał płycie 3.5 punktu zwrócił uwagę na charakterystyczne dla zespołu riffy oraz statyczne tempa kompozycji. Z kolei recenzent serwisu onet.pl - Jarosław Szubrycht napisał:

Zespół gra mocno, wyraziście i rytmicznie, wyraźnie akcentuje refreny, dba o czytelność przekazu - taki bardziej złożony i współczesny Venom. Za tym pozornie prostym schematem ukryto jednak mnóstwo niuansów i ozdobników, które docenia się dopiero po kilku przesłuchaniach - jak niesamowite wejście dodatkowych partii gitar w piątej minucie "A New Enemy", tuż po pauzie. Tylko kilka sekund, ale jaka perełka! Albo te bojowe trąby w "The Rite Of Our Cross" i finale "To The Mountains". Mrożą krew w żyłach..

## Lista utworów

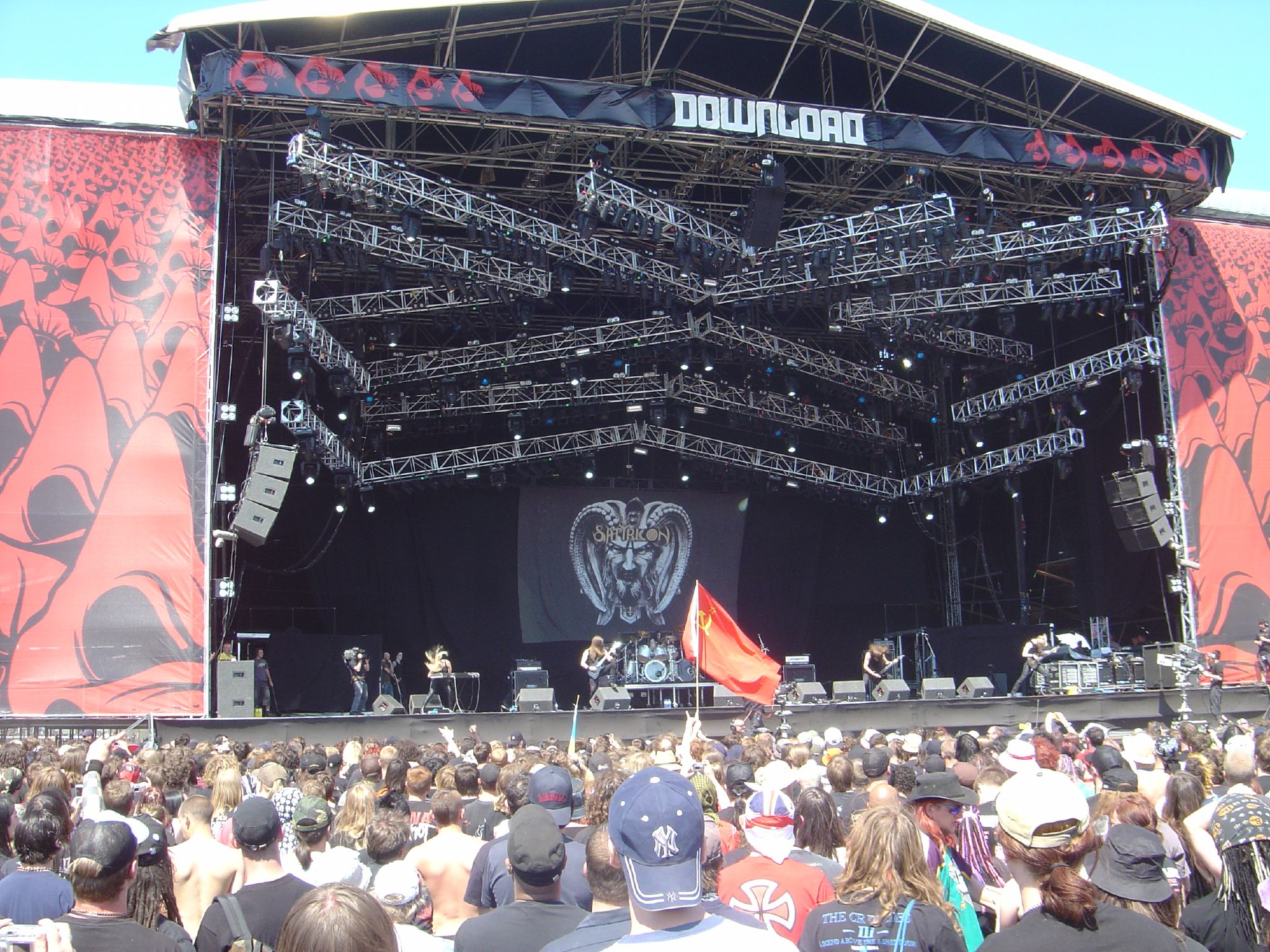
Zespół Satyricon podczas koncertu na Download Festival w Donington Park 10 czerwca 2006 roku. W tle jako element scenografii widoczna okładka płyty Now, Diabolical.

Opracowano na podstawie materiału źródłowego.
Muzyka: Sigurd "Satyr" Wongraven i Kjetil-Vidar "Frost" Haraldstad, słowa: Sigurd "Satyr" Wongraven.
1. "Now, Diabolical" – 5:30
2. "K.I.N.G." – 3:36
3. "The Pentagram Burns" – 5:38
4. "A New Enemy" – 5:47
5. "The Rite of Our Cross" – 5:45
6. "That Darkness Shall Be Eternal" – 4:46
7. "Delirium" – 5:38
8. "To the Mountains" – 8:09

Century Media Records Bonus Track
1. "Storm (Of The Destroyer)" - 2:52

Moonfog Productions Bonus Track
1. "Walk The Path Of Sorrow" (Live) - 6:19

## Twórcy
Opracowano na podstawie materiału źródłowego.
| - Sigurd "Satyr" Wongraven – gitara, śpiew, instrumenty klawiszowe - Kjetil-Vidar "Frost" Haraldstad – perkusja - Lars K. Nordberg – sesyjnie gitara basowa - John Woz – gościnnie śpiew (utwór "A New Enemy") - Snorre Ruch – gościnnie gitara (utwór "Storm (Of The Destroyer)") - Øivind Westby – aranżacje sekcji dętej - Erik Ljunggren – inżynieria dźwięku - Eirik "Pytten" Hundvin – inżynieria dźwięku | - Chris Samson – inżynieria dźwięku - Mike Cashin – inżynieria dźwięku - Espen Berg – mastering - Mike Fraser – miksowanie - Eric Mosher – asystent w ramach miksowania - Ane Haugli – makijaż - Per Heimly – zdjęcia |

## Wydania
| Rok                     | Nr katalogowy | Format              | Wytwórnia              | Region            | Źródło |
| ----------------------- | ------------- | ------------------- | ---------------------- | ----------------- | ------ |
| 2006                    | RR 8062-2     | CD, Album           | Roadrunner Records     | Stany Zjednoczone | [ 9 ]  |
| 2006                    | 82876813122   | CD, Album           | Columbia Records       | Norwegia          | [ 9 ]  |
| 2006                    | RR 8062-2     | CD, Album           | Roadrunner Records     | Holandia          | [ 9 ]  |
| 2006                    | 2600898       | CD, Album           | Universal Music Russia | Rosja             | [ 9 ]  |
| 2006                    | 8320-2        | CD, Album, Enh      | Century Media Records  | Stany Zjednoczone | [ 9 ]  |
| 2008                    | FOG LP 038    | CD, Album           | Moonfog Productions    | Norwegia          | [ 9 ]  |
| 2008                    | FOG LP 038    | LP, Album, Ltd, Gol | Moonfog Productions    | Norwegia          | [ 9 ]  |
| Wydania nieautoryzowane |               |                     |                        |                   |        |
| 2006                    | DSR 027       | LP, Album, Ltd, Gre | Deepsend Records       | Stany Zjednoczone | [ 20 ] |

## Pozycje na listach
| Album                   | Album      | Album   | Album | Album |
| Lista                   | Kraj       | Pozycja |       |       |
| ----------------------- | ---------- | ------- | ----- | ----- |
| Suomen virallinen lista | Finlandia  | 28      |       |       |
| Sverigetopplistan       | Szwecja    | 47      |       |       |
| VG-Lista                | Norwegia   | 2       |       |       |
| Single                  |            |         |       |       |
| Lista                   | Utwór      | Pozycja |       |       |
| VG-lista (Norwegia)     | "K.I.N.G." | 7       |       |       |